# DICOM
DICOM（ダイコム）とは、CTやMRI、CRなどで撮影した医用画像のフォーマットと、それらを扱う医用画像機器間の通信プロトコルを定義した標準規格である。
名称は Digital Imaging and COmmunications in Medicine（医療におけるディジタル画像と通信） の略である。米国放射線学会とアメリカ電機工業会が制定した規格で、異なる製造業者の医用画像機器間で画像転送を可能とすることを目的としている。2000年代初頭までは、DICOM規格に各社の独自規格を組み合わせた形式（方言）が使用されることも多く、当初の理念を実現できない状態が続いていた。昨今はこのような違反は減少し、可搬性の点で医療者が頭を悩ます頻度は減った。

## サービスとオブジェクト
DICOMにはサービスとオブジェクトという概念があり、サービスは機能、オブジェクトはデータを表す。サービスはCT画像の保存など、オブジェクトにはCT画像本体などが対応する。
DICOM Q/R
DICOM Q/R(Query /Retrieve)は医療画像と関連情報についての問い合わせ、検索を行うサービスである。

## 画像規格としてのDICOM
撮影直後はビットマップ系のRAWフォーマット、サーバなどへの短期保存時はRAWフォーマット、連長圧縮、ロスレスJPEG、など劣化しない可逆フォーマット、長期保存時はJPEGなど非可逆フォーマット、がそれぞれ多く用いられる。サーバからビューアへの配信時は通信効率向上のためJPEG系フォーマットが多用され、JPEG 2000や独自フォーマットへ内包データを変換して配信する場面も見られる。医用画像の色深度は通常 1 byte に収まらず、バイトオーダーはリトルエンディアンで記述される。
本規格は画像に限らず各種データが内包可能なコンテナフォーマットで、ファイル内のタグ情報に内包物のフォーマット名やデータ長を記載する。画像以外の情報には患者や医師の情報や造影剤の有無などの条件、撮影部位や撮影方向などが含まれる。タグ情報が複数ある場合は、画像データも複数枚が内包されるマルチフレームである。超音波診断装置などは画像に加えて心拍などの音声データを内包している場合もあり、音声とマルチフレームなどの画像を同時に再生し、音声付き動画データとして扱うことも可能である。

## 通信規格としてのDICOM
通信仕様はRS-232などシリアルケーブルを用いた通信など広範な通信手段を網羅するため、OSI参照モデルに準拠する。インターネットの普及によりRFC 1122に準拠した製品が一般化したために、最新仕様は通信プロトコルをTCP/IPを用いてカプセル化して大幅な仕様変更を回避したが、パケットの再構成などTCP/IPがネットワークカード上のハードウェアで行う処理を、カプセル化データはソフトウェアで実現するためにオーバーヘッドを生じ、HTTPなどの純粋にTCP/IPを用いた通信プロトコルに比べて負荷や速度などが大幅に劣る。このため一部製品は他社製品との通信はDICOMに準拠するが、自社製品間の通信は独自プロトコルを用いている場合も多く見受けられる。

## その他の仕様
英語版に仕様書のリストが掲載されている。印刷やデータ保存に関する規定、個人情報に関する情報セキュリティの仕様、DICOMフォーマットへのWebアクセスに関する規定などがある。

## 検討課題
「DICOM準拠」機器でも、メーカー間で画像フォーマットやテキストデータなどの扱いが異なる「メーカー方言」が存在し、施設相互の運用に影響している。
DICOM規格は医療画像の保存に特化しているが病院内での検査・薬剤・会計情報にはHL7が主に用いられる。IHE（en:Integrating the Healthcare Enterprise）の統合プロファイルによりDICOM規格とHL7規格を相互にやり取りする手法が定められており、統合して利用されている。
人間の医療画像のための規格であるが、競走馬のX線写真など動物の生体情報は適合せず、獣医畜産用途に改変したシステムの運用も散見される。